# Lophostoma schulzi
El murciélago de orejas redondas de Schultz (Lophostoma schulzi) es una especie de murciélago perteneciente a la familia Phyllostomidae que habita en Sudamérica. 

## Distribución
Se encuentra en Brasil, la Guayana Francesa, Guyana y Surinam.